# Afredga-See
Der Afredga-See (arabisch فريدغه) ist eine Oase im Munizip Sabha der Region Fessan in Libyen.

## Geographie
Der Afredga-See liegt auf einer Höhe von etwa 450 m. Er ist circa 90 m lang und circa 60 m breit. Er hat eine Fläche von circa 0,5 ha. Am Nordufer befinden sich mehrere Sandpisten.